# HMS Glasgow (1757)
HMS Glasgow (1757) — 20-пушечный post-ship Королевского флота. Заказан 13 апреля 1756 года. Спущен на воду 31 августа 1757 года на верфи John Reed, Гулль.

## Служба
1757 — капитан Эндрю Уилкинсон (англ. Andrew Wilkinson), с 24 марта.
1759 — капитан Ричард Бикертон (англ. Richard Bickerton), получил полного капитана, назначен на HMS Culloden 21 августа, почти немедленно перешел на Glasgow и направлен в Вест-Индию. Оставил корабль и вернулся в Европу в 1761 году.
1761 — капитан Джордж Маккензи (англ. George Mackenzie), Вест-Индия. Вскоре был повышен с переводом на HMS Defiance (60).
1766 — капитан Николс (англ. Nicholas), Портсмут. В сентябре ему было приказано доставить лорда Уильяма Кэмпбелла (англ. William Campbell), губернатора Новой Шотландии, и его сопровождающих в Галифакс, куда тот был назначен старшим над всеми кораблями Его Величества в Северной Америке.
Участвовал в Американской революционной войне. Стал известен встречей с Континентальным флотом, совершавшим первый поход.
В 1776 году американская эскадра из пяти кораблей, во главе с коммодором Хопкинсом на Alfred, сделала набег на поселение Провиденс на Багамах, пленили и увезли губернатора, часть артиллерии и морских припасов. 6 апреля, примерно в 8 лигах от Блок-Айленд, они обнаружили и атаковали Glasgow, капитан Тайрингем Хау (англ. Tyringham Howe), который оказал упорное сопротивление и заставил американцев отойти. Glasgow, имея много повреждений рангоута и такелажа, одного убитого и троих раненых, повернул к Род-Айленд.
Позже участвовал в преследовании двух больших Континентальных фрегатов в Карибах.
Сгорел в результате несчастного случая в 1779 году.